# Mark 15 Phalanx CIWS

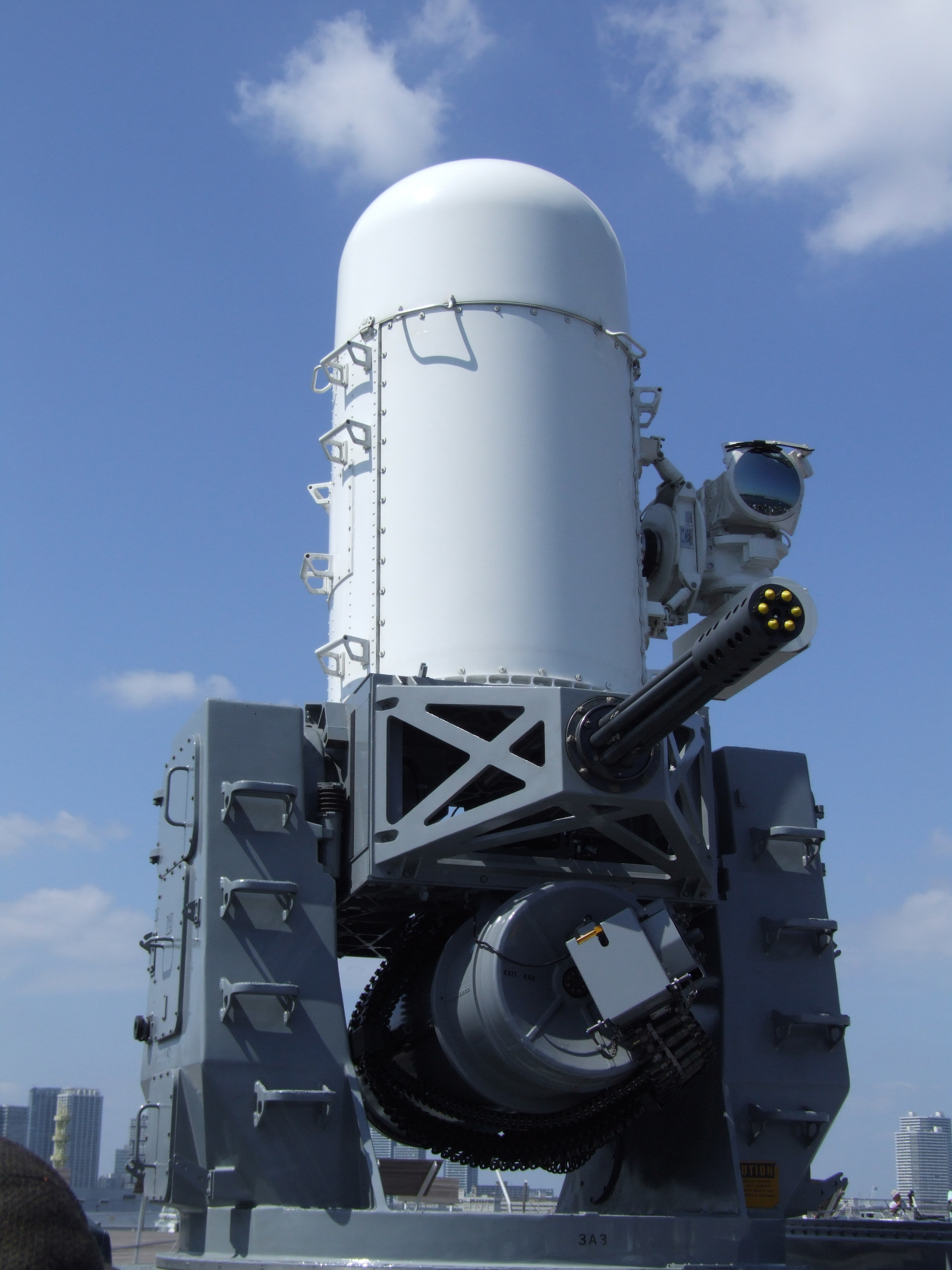

Phalanx CIWS ([ˈfælæŋks] с англ. «фаланга», чит. «Фэ́ленкс», флотский индекс — Mk 15, также именуемый Vulcan-Phalanx) — корабельный зенитный артиллерийский комплекс, находящийся на вооружении боевых кораблей военно-морских сил ряда государств мира, в том числе США, Австралии, Великобритании, Греции, Японии, Канады, Тайваня, Израиля, Саудовской Аравии, Пакистана, Португалии. В начале 1990-х гг. комплекс входил в состав вооружения 404 кораблей (676 комплексов). CIWS расшифровывается как Close-In Weapon System — система оружия ближнего боя.
Комплекс предназначен для борьбы с противокорабельными ракетами с дозвуковой и сверхзвуковой скоростью полёта, до 2 скоростей звука.
Наземная версия Phalanx LPWS (Land-Based Phalanx Weapon System) проходит испытания в составе системы C-RAM (защита от ракетного, артиллерийского и миномётного обстрела).

## История разработки
Разработка ЗАК Mark 15 Phalanx CIWS велась с конца 1960-х гг. отделением корпорации General Dynamics в Помоне, штат Калифорния, совместно с компанией General Electric в Питсфилде, штат Массачусетс (впоследствии, головным предприятием по производству ЗАК стала компания Raytheon). Первые морские испытания комплекса проводились в 1973 году, производство начато в 1978 г., а поступил на вооружение комплекс в 1980 году.

## Состав комплекса
ЗАК Mark 15 Phalanx CIWS состоит из артиллерийской установки и систем управления, и включает следующие блоки: собственно артустановку, 2 РЛС, опору, барбет, электронную выгородку и панели управления.

## Тактико-технические характеристики
- Тип оружия: 6-ствольная автоматическая пушка M61A1
  - Калибр — 20 мм
  - Патрон — 20×102 мм
  - Длина ствола, калибров — 76
  - Принцип работы автоматики — от внешнего привода
  - Скорострельность, выстрелов/мин — 3000
  - Масса снаряда, кг — 0,102
  - Начальная скорость снаряда, м/с — 1036
- Максимальный угол возвышения, град. — 85, минимальный — −28
- Скорость наведения в вертикальной плоскости, град./с — 92
- Скорость наведения в горизонтальной плоскости, град./с — 126
- Время реакции, с 0,0125
- Эффективная дальность стрельбы, км — 1,47
- Досягаемость по высоте, м — 1470
- Тип снаряда — ОФЗ, З-Т, БПС-Т[2]
- Количество готовых к стрельбе выстрелов — до 1470[2]
- Масса артустановки, т — 5,42[2]

## Галерея

Phalanx CIWS
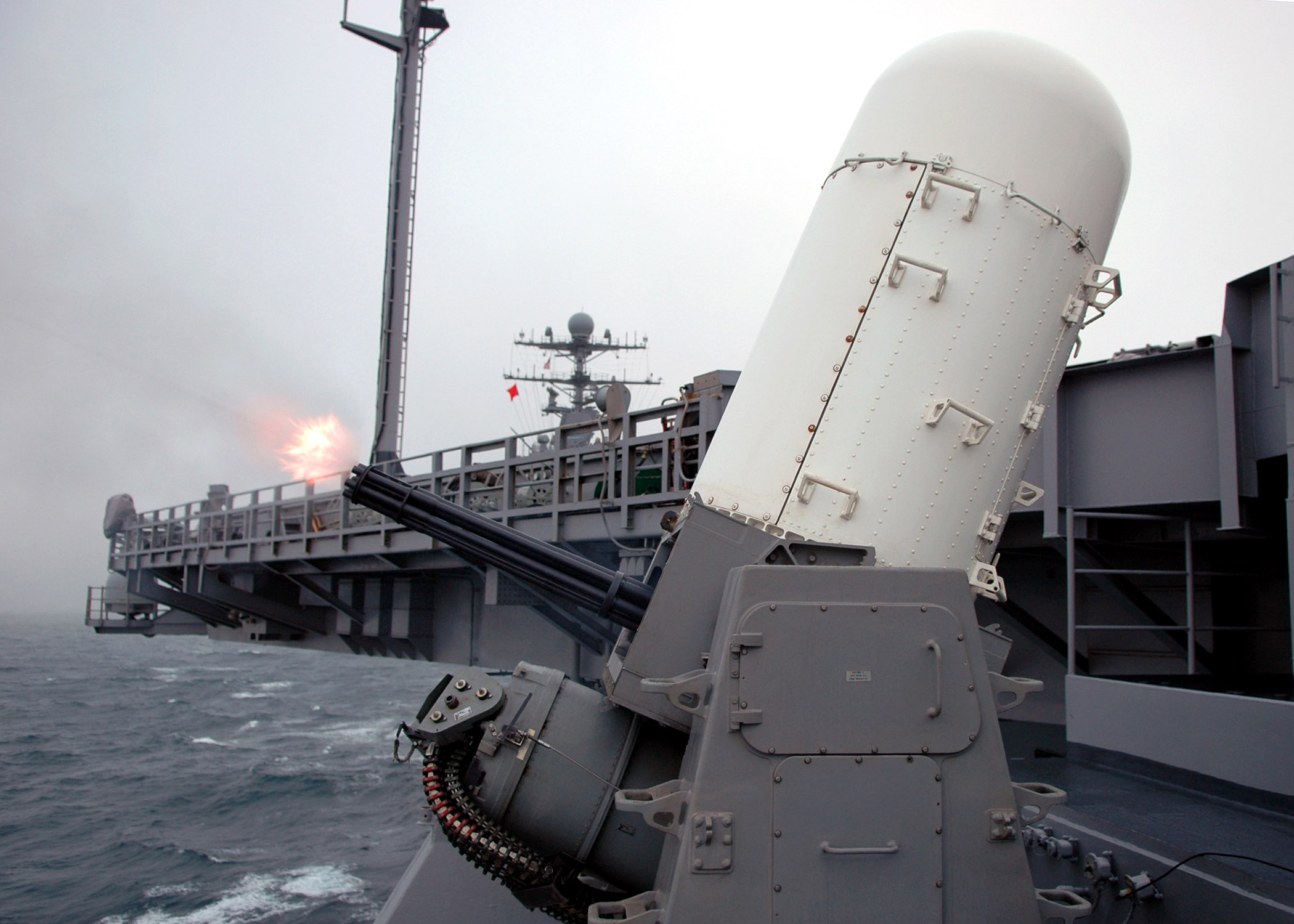
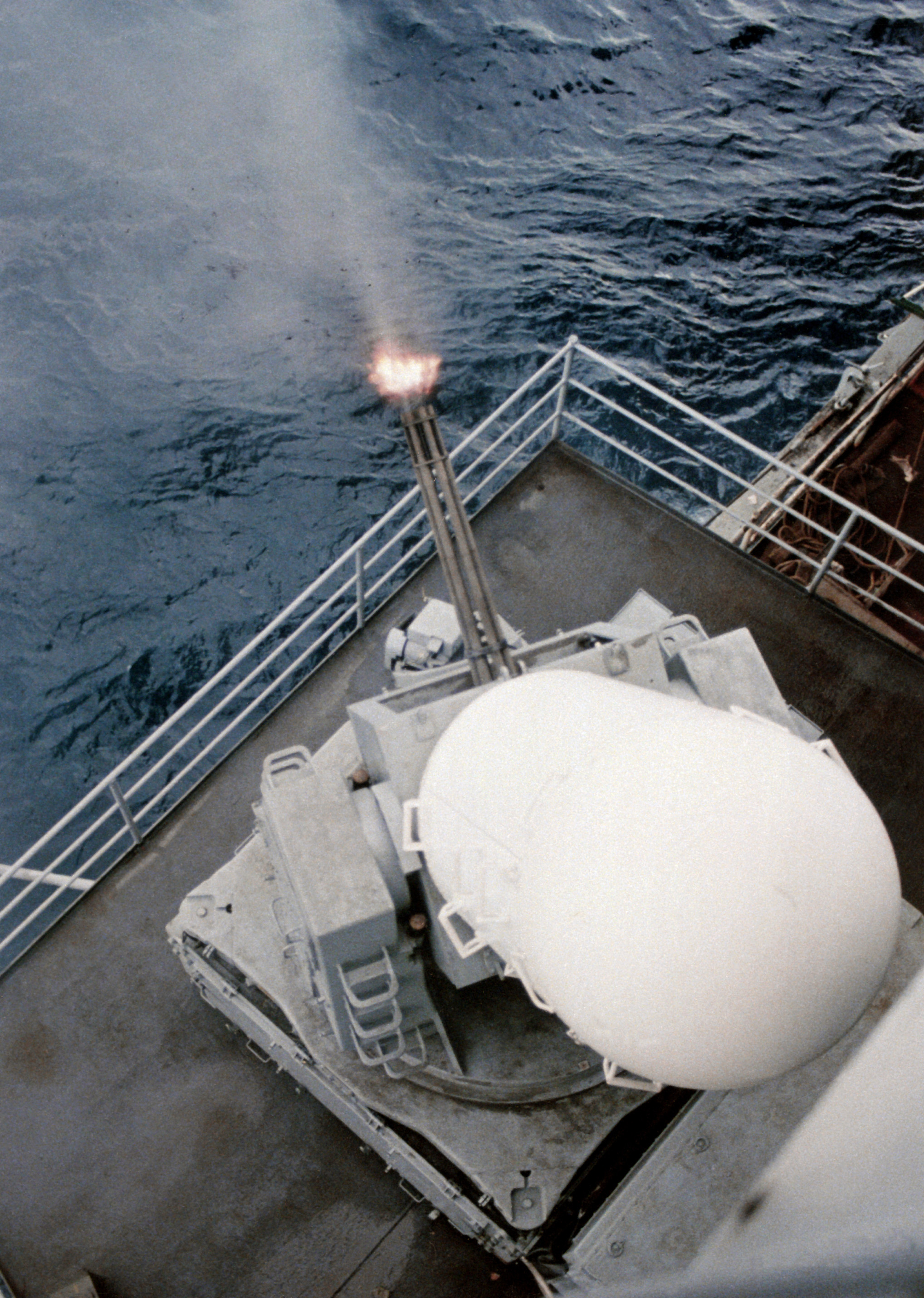
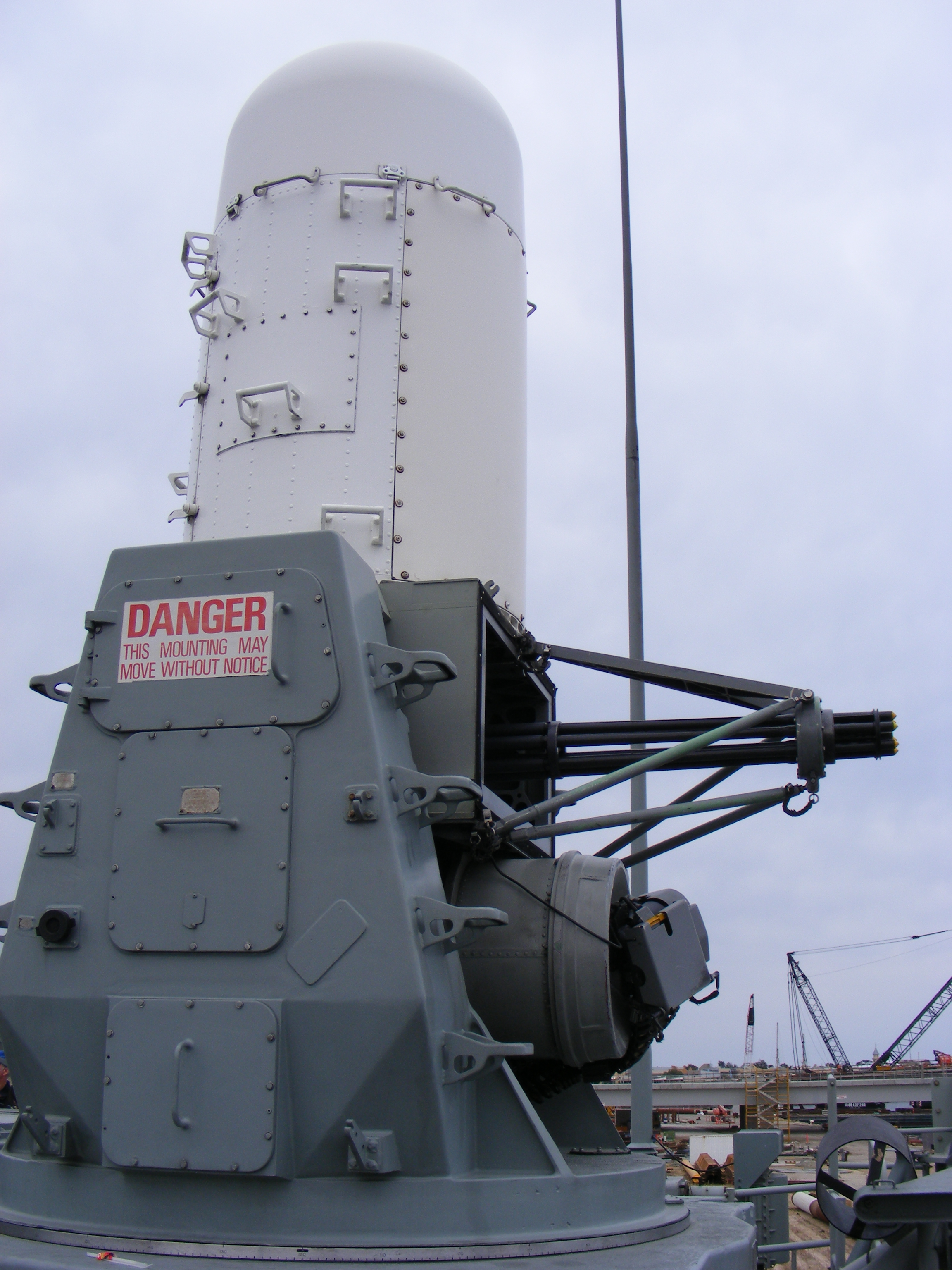

Сухопутная версия Phalanx LPWS для Армии США
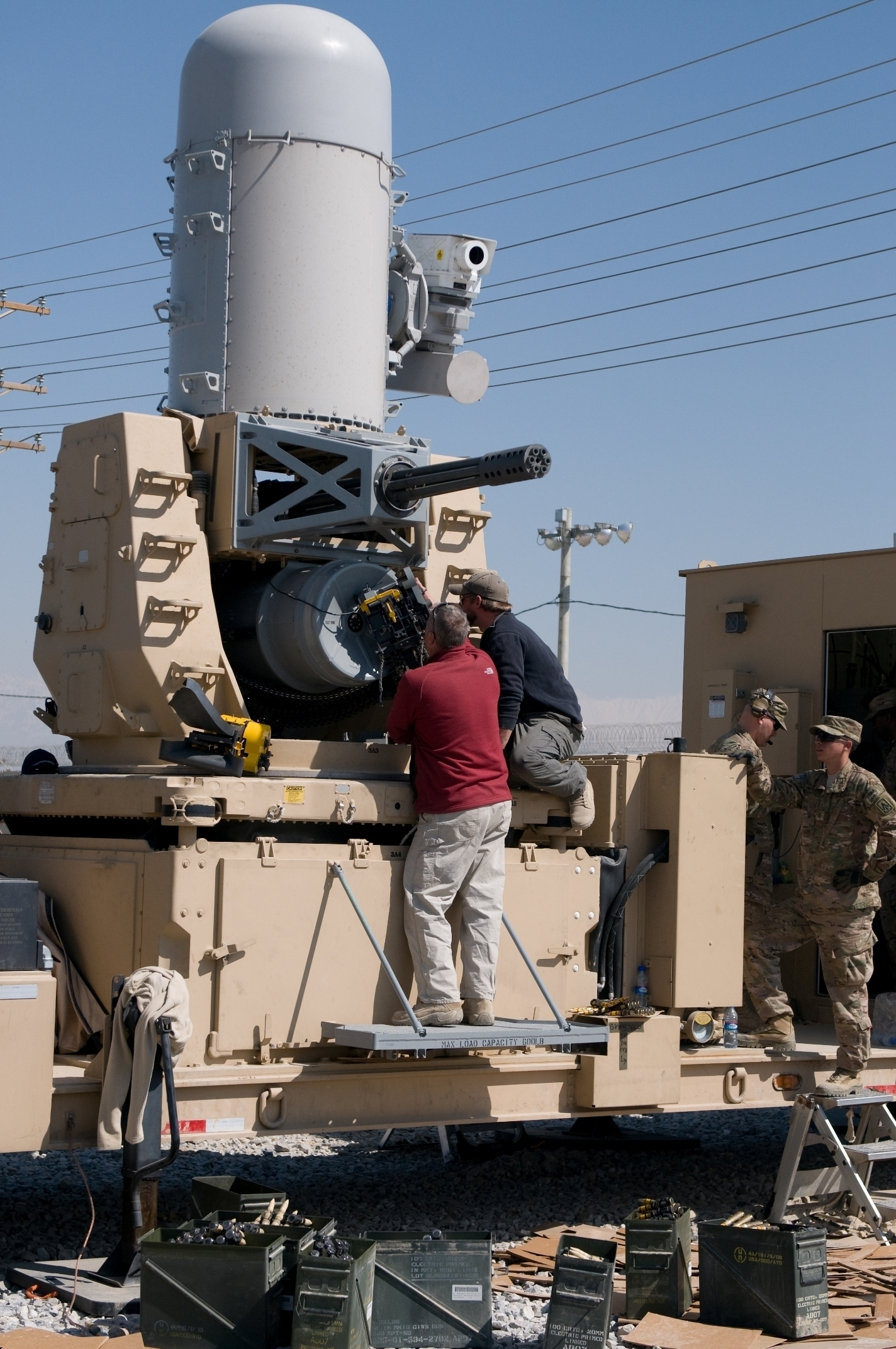
Опытная эксплуатация на авиабазе Баграм в Афганистане, 1 марта 2014
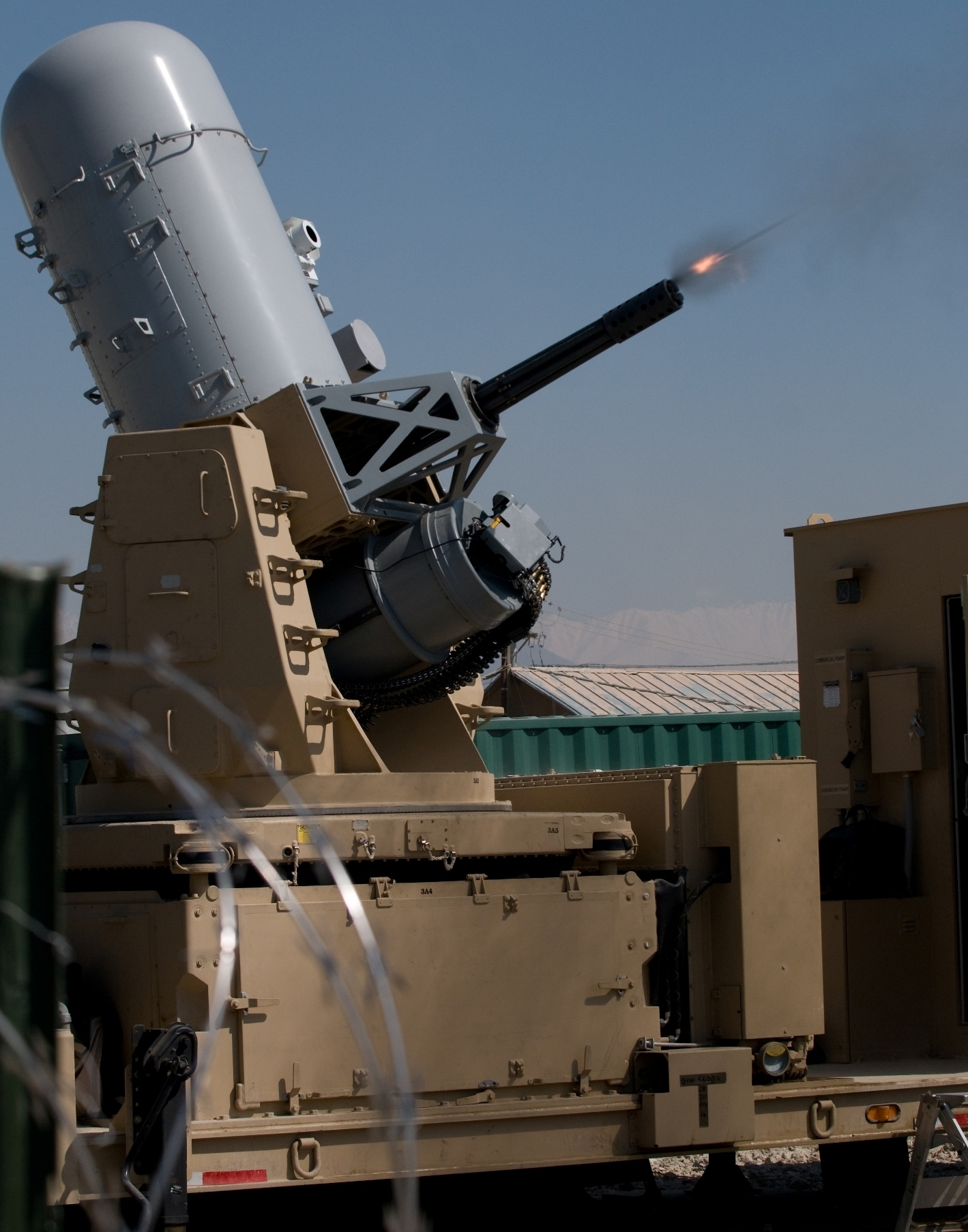
Опытная эксплуатация на авиабазе Баграм в Афганистане, 1 марта 2014
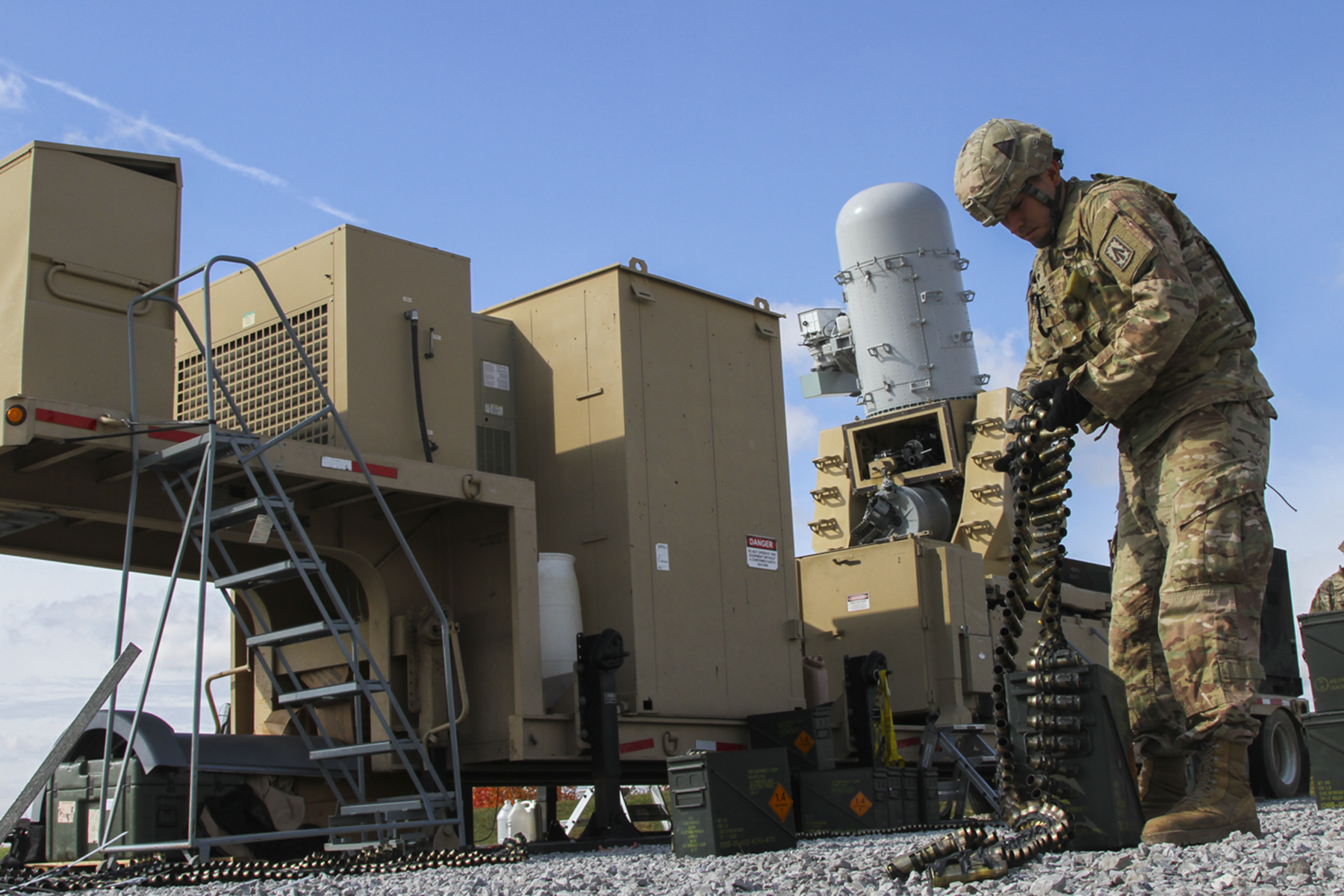
Батальонные учения на военной базе Форт-Кэмпбелл, штат Кентукки, 7 ноября 2017

## Интересные факты
За характерный внешний вид, в американском флоте комплекс получил прозвище R2-D2, в то время как в британском флоте моряки называют установку Далеком.